# Leiv Synnes
Leiv Inge Synnes, född 31 december 1970, är en svensk affärsman och är sedan 2023 SBB:s VD sedan han tog över positionen efter Ilija Batljan. Synnes har tidigare arbetat som finanschef på Akelius Fastigheter och blev 2020 vice VD på SBB.
Leiv Synnes bor i Täby utanför Stockholm, men är uppväxt i Sollefteå. Han är bror till professorn Kåre Synnes. Hans föräldrar är Olav Synnes och Ruth Synnes. Han har tre barn.
Namnet Leiv är norskt och uttalas på svenska som Leif.